# Lisieux-i Szent Teréz
Lisieux-i Teréz (francia: Thérèse de Lisieux IPA: [te.ʁɛz də li.zjø], szül. nevén: Marie Françoise-Thérèse Martin), katolikus nevén Lisieux-i Szent Teréz (Alençon, 1873. január 2. – Lisieux, 1897. szeptember 30.) karmelita rendi római katolikus apáca, akit az egyházban szentként tisztelnek. X. Piusz pápa "a modern idők legnagyobb szentjének" nevezte.
Magyar nyelvterületen hívják még (Lisieux-i) Kis Szent Teréznek is, megkülönböztetve őt ugyanazon szerzetesrend 16. századi nagy alakjától, Ávilai (Nagy) Szent Teréztől.

## Élete

### Családi körben
Louis Martin és Zélie-Marie Guérin kilencedik gyermekeként született. Édesapja szerzetesi pályára készült, ám gyenge latin tudása miatt eltanácsolták, így órásmester lett. Édesanyja is szerzetesnek készült, ám végül csipkekészítő lett. A kilenc gyermek közül öt leány élte túl a gyermekkort: Marie, Pauline, Léonie, Céline és Thérèse. A kis Terézt anyja nem tudta szoptatni, ezért valamivel több mint egy évig Semalléban szoptatós dajkánál nevelkedett. 1876 decemberében az orvos megállapította, hogy édesanyja mellrákban szenved, és operációra már nincs lehetőség. 1877 augusztusában veszítette el Teréz az édesanyját. Ekkor négyéves volt. Az anya halála után novemberben a család a normandiai Lisieux-be költözött, ahol az anya gyógyszerész testvére feleségével és két leányával lakott. Teréz pótmamának nővérét, Pauline-t választotta.
Teréz 1881-ben kezdett a Notre Dame du Pré bencés apátság iskolájába járni. Nyelvtanban és számtanban osztályelső volt, de a játékoktól távol tartotta magát. Leginkább olvasni szeretett, főleg lovagregényeket, Jeanne d’Arc történeteit. Mikor kilencéves volt, Pauline belépett a lisieux-i karmelita kolostorba. Teréz ekkor úgy érezte, másodszor is elveszítette édesanyját. Ő is követni akarta nővérét, ám még túl fiatal volt, nem fogadhatták be a kolostorba. 1883 márciusában Teréz megbetegedett, az orvosok tehetetlenek voltak. A betegszobában az ágya mellett Mária-szobor állt. Május 13-án testvérei Szűz Máriához fohászkodtak, és a betegnek látomása volt, melyben Mária rámosolygott. Másnapra a tünetek megszűntek, a beteg meggyógyult.

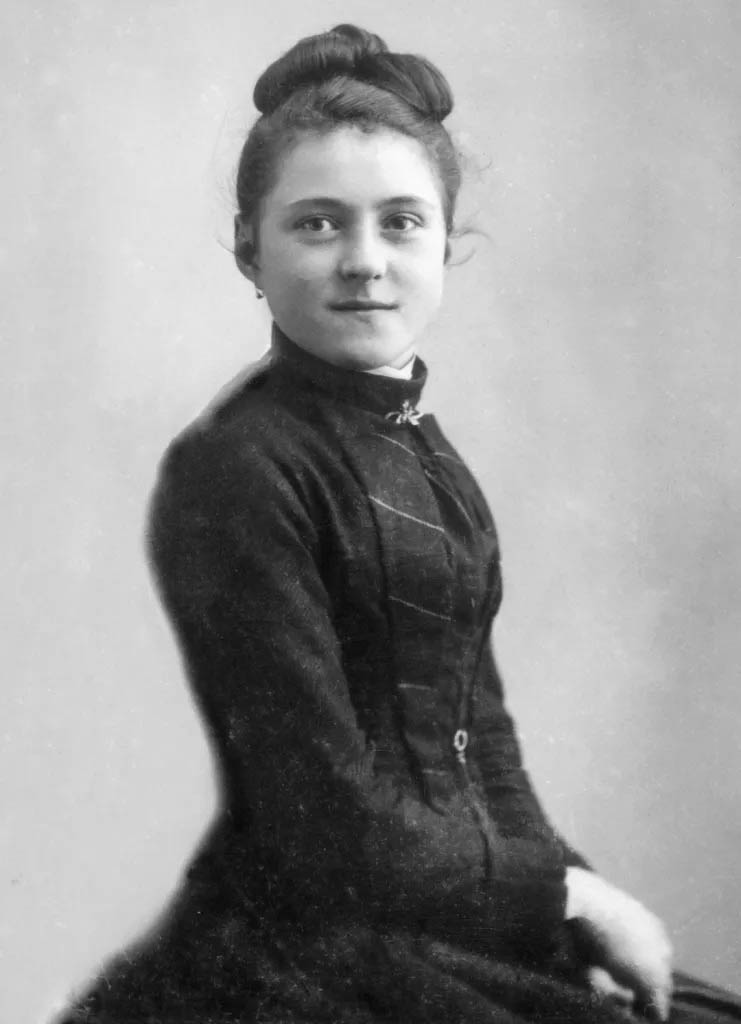
Teréz a Kármelbe lépése előtt

Felgyógyulása után folytatta az iskolát, elsőáldozásra készült. Lelkesedését jellemezte, hogy március 1-jétől május 7-ig 1949 áldozatot számolt össze, amit Jézusért hozott meg. 1884. május 8-án volt elsőáldozó, amit önéletrajzában így kommentált: „Jézus első csókja lelkemen”. 1886 tavaszán édesapja kivette az apátsági iskolából, és ettől kezdve magánórákra járt. 1886 őszén újabb veszteség érte: nővére Marie is karmelita lett; Léonie pedig a klarisszákhoz lépett be – ám alig két hónap után hazatért. 1886 karácsonyán életét meghatározó lelki élményt tapasztalt. Ettől kezdve már nem aggodalmaskodott, nem érzékenykedett, nem nyafogott, nem álmodozott. Karmelita hivatása – imádkozni másokért, megmenteni másokat – megerősödött.
1887 márciusában gyilkosság híre borzolta a lakosságot: egyik éjszaka kegyetlenül meggyilkoltak két asszonyt és egy kislányt. A gyilkossággal vádolt Henri Pranzini tagadott, de a bíróság halálra ítélte. Teréz imádkozni kezdett, hogy az ítélet végrehajtása előtt a gyilkos térjen meg, bánja meg bűnét, Jézustól jelet is kért. Pranzini mindvégig az ártatlanságát hangoztatta, ám a guillotine mellett az utolsó pillanatban a feszületért nyúlt, és azt megcsókolta. Ekkor Teréz még inkább elszánta magát a bűnösökért végzett imádságra és a karmelita életre.
1887 októberében újra jelentkezett a kolostor elöljárójánál, aki életkora miatt ezúttal is elutasította. Édesapjával Bayeux-ba mentek a püspökhöz, aki nem adta meg a várt engedélyt. Ezután apjával zarándokútra mentek Rómába. Az úton számos pap társaságában Teréz újabb tapasztalattal gazdagodott: a papok is emberek, gyarlók, törékenyek, őértük is imádkoznia kell. Teréz október 20-án, az általános kihallgatáson XIII. Leó pápát is megkérte, hogy engedje őt kolostorba lépni 15 évesen. A pápa válasza: ha a Jó Isten úgy akarja, be fog lépni. Az eset a sajtó érdeklődését is felkeltette.
Ettől kezdve diplomáciai lépések sorozata következett, Teréz részéről pedig imádság. Már karácsonykor apáca akart lenni, ám a püspök igenlő válasza csak később érkezett meg, a főnöknő pedig 1888 nagyböjtje után akarta felvenni a közösségbe.
1888. április 9-én, Gyümölcsoltó Boldogasszony ünnepén Teréz belépett a Lisieux-i Kármelbe.

### A Kármelben
Fél évvel a jelöltidő után – szokás szerint – következik a beöltözés. Ám édesapjának betegsége miatt ezt elhalasztották, s végül 1889. január 10-én öltötte magára először a rend ruháját. Ettől kezdve leveleit így írta alá: a Gyermek Jézusról és a  Szent Arcról nevezett Teréz nővér. Feladatai a közösségben a víz, a sör és a kenyértészta előkészítése volt. Ezenkívül harangozott, étkezések alatt felolvasott, imádságot vezetett. Közben édesapja súlyos beteg lett, képzelődött, hallucinált, viselkedése környezetére és saját magára is veszélyessé vált, ezért Caenbe került, a Jó Pásztor kórházba.
Teréz a noviciátus után 1890. szeptember 8-án tette le fogadalmát. 18 éves korától új beosztást kapott: segédsekrestyés lett. Ebben az időben ébredt fel benne a vágy, hogy a saigoni karmelita kolostorba szeretne menni, hogy mindenkitől elfeledve, elrejtőzve élhessen. 1893. február 20-án nővérét, Pauline-t választotta meg a közösség perjelnőnek. Ágnes anya a korábbi főnöknőt noviciamesternőnek nevezte ki, Terézt pedig az ő segítőjének.
1893. szeptember 8-án három év noviciátus után kérte a perjelnőt, hogy örökös novícia maradhasson. Ekkortájt kezdett el verseket, színdarabokat írni a közösség számára. 21 éves korától nagykorúként már ő is böjtölhetett. Állandósultak a torokfájásai, mellkasi fájdalmai.
1894. július 29-én meghalt édesapja. 1894. szeptember 14-én hosszas előkészület után Céline nővére is a karmeliták közé lépett. Az ő kolostorban készített fényképeiről ismerjük a kolostor életét. Ebben az esztendőben Teréz felfedezte a maga kis útját. Eközben egyre többet írt: az 1894–95-ös télen kérésre kezdte leírni gyermekkori emlékeit.
1896 márciusában a korábbi perjelnőt újraválasztották Teréz nővére helyett. Az új perjelnő Terézt továbbra is a novíciák mellé rendelte. Április 3-án éjjel, majd 4-én is, Teréz vért hányt. Ennek ellenére nem kímélte magát. Megkezdődtek Teréz belső megpróbáltatásai, melyek haláláig tartottak, kísértések a hit és remény ellen.
1897 elején egyre többször utalt arra, hogy nem lesz hosszú már az élete. Áprilisig nővértársai nem gondolták, hogy súlyos beteg, bár állandó gyomorbántalmak, láz és hányások gyötörték, köhögési rohamok kínozták. Május 18-án mentették fel feladatai alól. Június 2-ától kezdte írni önéletrajzát, elöljárói kérésre. Július 8-án a betegszobába vitték.
1897. szeptember 30-án, 24 évesen halt meg, hosszú szenvedés után, tuberkulózis következtében.

## Tisztelete
Egy évvel halála után, 1898. szeptember 30-án jelent meg az elöljárója parancsára írt önéletrajza Egy lélek története címmel, amely azonban a nővérek által korrektúrázott változat. Hamarosan több nyelvre lefordították: 1901-ben angolra, 1902-ben lengyelre, 1904-ben hollandra és olaszra, 1905-ben németre, portugálra, spanyolra, japánra és oroszra. Magyarul először 1916-ban jelent meg. Ez az írása szerezte meg neki az ismertséget.
1907-ben X. Piusz pápa jelentette ki, hogy kívánja a szentté avatást. Egy magánkihallgatáson Terézről a következőt mondta: „a modern idők legnagyobb szentje”. A boldoggá avatási pert 1910. augusztus 3-án kezdték meg. Ekkor még több olyan tanút meg tudtak hallgatni, akik Terézzel együtt éltek. A pert hét év múlva zárták le, s 1921. augusztus 14-én XV. Benedek pápa kiadta a dekrétumot, amely szerint Teréz az erényeket hősies fokon gyakorolta. A boldoggá avatást azonban már XI. Piusz pápa végezte 1923. április 29-én, és ő avatta szentté is 1925. május 17-én. A Szent Péter-bazilikában 50 ezren, a bazilika előtti téren félmillióan voltak tanúi az eseménynek. XI. Piusz 1927. december 14-én határozott arról, hogy Teréz Xavéri Szent Ferenc mellett a missziók védőszentje legyen. XII. Piusz pápa 1944-ben, néhány héttel azelőtt, hogy Franciaország felszabadult a német megszállás alól, Szent Johanna mellett Franciaország második védőszentjévé tette Terézt. 1956-ban adták ki Teréz írásának fotokópiáját.
A katolikus egyház október 1-jén emlékezik meg Terézről.
II. János Pál pápa 1997. október 19-én egyháztanítói címmel illette, amit korábban csak két nő kapott meg: Sziénai Szent Katalin és Ávilai Szent Teréz.
Szent Teréz teste elporladt, néhány csontdarab viszont megmaradt. Ezek a Lisieux-i bazilikában láthatók, egy koponyacsont darab viszont díszes fa ereklyetartóban 1994 óta járja a világot. Magyarországon 2007. augusztus 28. és szeptember 23. között volt ez az ereklye.

## A kis út

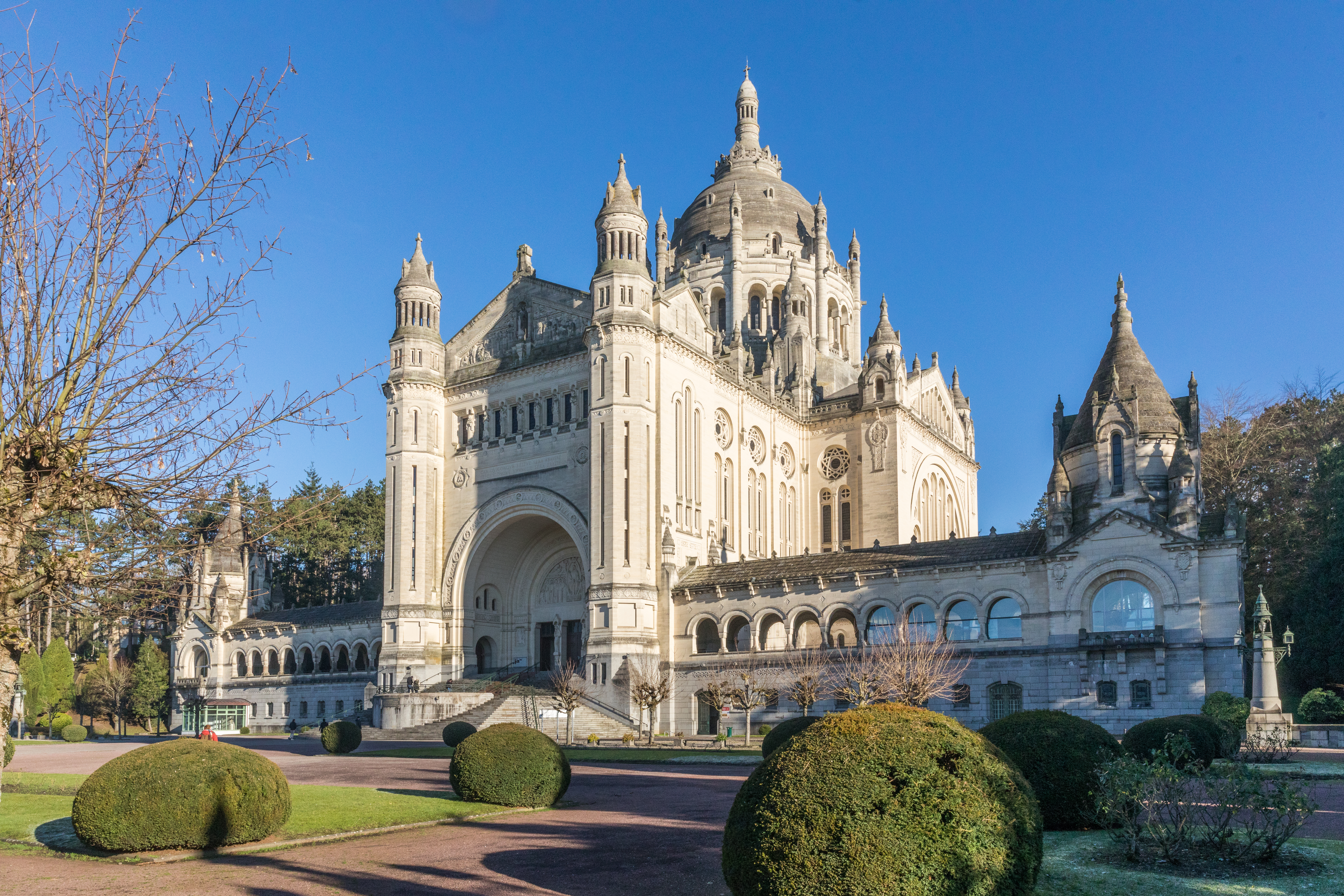
Lisieux-i Szent Teréz Bazilika (Lisieux, Calvados)

Teréz 1894 végén lelki számvetést tartott  hatéves szerzetesi életéről. Összehasonlította magát nagy, híres szentekkel, s megállapította: „köztük és köztem ugyanaz a különbség, mint az égbevesző hegycsúcs és a hitvány homokszem között.” Nem adta fel, határozottan tudta, hogy kicsisége ellenére is szent lehet. Ez az időszak az új találmányok időszaka. Rómában megismerte a liftet, innen jött az ötlet, hogy valami hasonló eszköz kell, ami a magasba viszi: „én is szeretnék egy felvonót találni, hogy Jézusig emelkedjem, mert túlságosan kicsiny vagyok ahhoz, hogy a tökéletesség meredek lépcsőfokait járjam.”
A Szentírásban a következő mondatot találta: Ha valaki egészen kicsi, jöjjön hozzám! (Péld 9,4) Izajás prófétánál pedig a következő részre lelt: Mint ahogy az anya ringatja gyermekét, úgy vigasztallak meg én téged, keblemen hordozlak majd és a térdemen ringatlak téged (Iz 66,13). Ez a két részlet irányt mutatott Teréznek.
Ettől kezdve nem akart naggyá válni, hanem minden időben, minden helyen, minden körülmények közt igyekezett azt tenni, amire képes, amit Isten vár tőle. Ez a kis út mindenki számára azt jelenti, hogy saját adottságait, körülményeit felhasználva kell az életszentségre eljutni. Ez az út mindenkinek a saját útja. „Ez az út a kicsi gyermek ráhagyatkozása, aki félelem nélkül alszik el Atyjának karjaiban.”

## Szüleinek szentté avatása a családszinóduson
2008. október 19-én a missziók világnapján a lisieux-i bazilikában boldoggá avatták Louis és Zélie Martint, Lisieux-i Szent Teréz szüleit. A Martin házaspár az első az egyház történetében, akiket azután avattak boldoggá, hogy gyermeküket már a szentek között tisztelik. A boldoggáavatás dátumául október 19-ét, azon évben a missziók világnapját azért is választották, mert a Gyermek Jézusról nevezett Teréz, a missziók védőszentje, maga is szüleitől sajátította el az igazi missziós szellemet.
Ferenc pápa 2015. június 27-én jóváhagyta azt a dekrétumot, amely engedélyezi Szent Teréz szüleinek szentté avatását. Október 18-án a családról szóló püspöki szinódus idején, a missziós világnapon Ferenc pápa a Szent Péter-téren szentté avatta Louis Martint és Zélie Guérint. Ők az első nem vértanú házaspár az egyház történelmében, akiket együtt emelnek az oltárra.

## Magyarul megjelent művei
- A "Kisded Jézusról" és a "Szent ábrázatról" nevezett Terézia karmelita apácának önéletrajza. 1873–1897; ford. Nagyfejeö Gábriella; Szent István Társulat, Bp., 1917
- A "Kisded Jézusról" és a "Szent ábrázatról" nevezett Terézia karmelita apácának önéletrajza. 1873–1897; ford., bev. Nagyfejeő Gábriella; 2. jav. kiad., Szent István Társulat, Bp., 1918
- A "Gyermek Jézusról" és a "Szent ábrázatról" nevezett boldog Terézia nővér karmelita apácának önéletrajza. 1873–1897; ford. Nagyfejeő Gábriella, a boldoggáavatás történetét írta Pataky Arnold; Szent István Társulat, Bp., 1924
- A kisded Jézusról nevezett boldog Terézia nővér szelleme. Hátrahagyott iratai és szemtanúk elbeszélése nyomán; Szent István Társulat, Bp., 1925
- A "Gyermek Jézusról" nevezett Szent Terézia nővér karmelita apácának önéletrajza. 1873–1897; ford. Nagyfejeő Gábriella; 4., jav., bőv. kiad.; Szent István Társulat, Bp., 1926
- A "Gyermek Jézusról" nevezett Szent Terézia nővér önéletrajza; ford. Nagyfejeő Gábriella; 5. jav., bőv. kiad.; Szent István Társulat, Bp., 1930
- Liziői Szent Teréz önéletrajza; ford. Szeghy Ernő; Sarutlan Karmelita Zárda, Keszthely, 1938
- A Gyermek Jézusról és a Szent Arcról nevezett Szent Teréz utolsó beszélgetései nővérével, Jézusról nevezett Ágnes anyával. "Novissima Verba"; Anonymus, Róma, 1974
- Lisieuxi Szent Teréz önéletrajza; ford., bev. Kis Monika; Ecclesia, Bp., 1974
- Lisieuxi Szent Teréz "Kis út"-ja; vál. Klemm Nándor; Marana Tha 2000 Alapítvány, Bp., 2001 (Marana tha sorozat)
- A rózsafüzér Lisieux-i Szent Teréz gondolataival; ford. Rezsőfi Judit; Új Ember, Bp., 2007
- Lisieux-i Szent Teréz levele Szent Szívről nevezett Mária nővérhez; ford. Kis Monika; Sarutlan Karmelita Nővérek, Magyarszék, 2007 (A Kármel látóhatára)
- Levelek paptestvéreimhez; ford. Jakubinyi György; Sarutlan Karmelita Nővérek, Magyarszék, 2008 (A Kármel látóhatára)
- Kis Szent Teréz breviáriuma az esztendő minden napjára; összeáll. Dancsák Viktor; Sarutlan Karmelita Nővérek–Pápai Missziós Művek, Magyarszék–Bp., 2013
- Önéletrajz; ford. Kis Monika; 4. jav. kiad.; Sarutlan Karmelita Nővérek, Magyarszék, 2015 (A Kármel látóhatára)
- Kis Szent Teréz utolsó beszélgetései; ford. Jakubinyi György, Katalin Ildikó nővér; Sarutlan Karmelita Nővérek–Jel, Marosszentgyörgy–Bp.,  2018 (Együtt az Egyetlennel)